# هاوبتشافوهرر

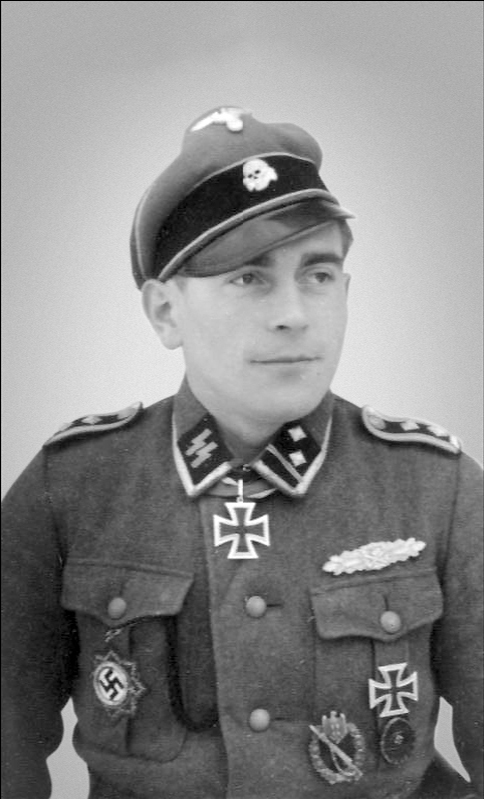
Hauptscharführer of the Waffen-SS (Gustav Schreiber)

Hauptscharführer ( [ˈhaʊ̯pt.ʃaːɐ̯.fyːʀɐ] رتبة شبه عسكرية نازية كان يستخدمها شوتزشتافل (SS) بين عامي 1934 و1945. كانت الرتبة هي أعلى رتبة تم تجنيدها في قوات الأمن الخاصة، باستثناء رتبة فافن إس إس الخاصة وهي شتورمشارفورر.  
تُرجم Hauptscharführer على أنه «قائد فرقة (أو رئيس)» (أي ما يعادل رقيب ماستر )، وأصبحت رتبة SS بعد إعادة تنظيم SS بعد ليلة السكاكين الطويلة.  كان أول استخدام لـ Hauptscharführer في يونيو 1934 عندما حلت الرتبة محل رتبة كتيبة العاصفة القديمة أوبرتوبفوهرر. 
ضمن ألجيماينه إس إس (general-SS)، كان Hauptscharführer هو عادة الضابط الرئيسي SS- غير المفوض من SS-Sturm (سرية) أو كان رتبة تستخدم من قبل الموظفين المجندين المعينين في مكتب أو مقر وكالة الأمن (SS) مثل الغيستابو والشرطة الأمنية الألمانية؛ SD).

## شارة
- حزام الكتف SS-Hauptscharführe (SS-Standartenoberjunker)
- بقع Gorget  [لغات أخرى]‏
- حزام الكتف لتكنيش نوثيلف
- التمويه العسكري